# Daniel Lung
Daniel Cristian Lung (sinh ngày 3 tháng 10 năm 1987) là một cầu thủ bóng đá người România thi đấu ở vị trí trung vệ cho Șirineasa.